# بلدرچین بوته‌ای هاتن‌تات
 بلدرچین بوته‌ای هاتن‌تات (نام علمی: Turnix hottentottus) نام یک گونه از تیره بلدرچین بوته‌ای است.